# Histoire du Groenland

Localisation du Groenland.

Océan Arctique

L'histoire du Groenland se divise en plusieurs phases très distinctes. Colonisé successivement ou parallèlement par divers peuples (Inuits, Scandinaves, etc.), le Groenland jouit d'une autonomie importante au sein du royaume du Danemark depuis 1979.

## Préhistoire du Groenland (- 2500 - 950)
La préhistoire du Groenland, est une succession de vagues d'immigration en provenance d'autres îles d'Amérique du Nord. Étant l'un des avant-postes les plus lointains de ces cultures, la vie de ces immigrants ne tenait souvent qu'à un fil et différents peuples se sont succédé au cours des siècles. L'archéologie ne peut donner que des périodes approximatives pour ces différentes cultures.

### La culture Saqqaq
Vers 2500 AEC eut lieu la première vague de migration d'Amérindiens vers le Groenland. Il s'agissait de membres de la culture de Saqqaq. Leur territoire s'étendait du district de Thulé au nord jusqu'au district de Nanortalik au sud. Du côté est, de la pointe sud de l'île jusqu'à la baie Scoresby vers le nord. Il semblerait qu'un nombre assez important d'individus aient occupé cette riche région côtière du Groenland.
Ils laissèrent des traces de camps de chasse, notamment dans la baie de Disko et à Qaja, près du fjord Jakobshavn (Ilulissat). Ces traces montrent que leur mode de subsistance reposait principalement sur le caribou et les petits mammifères marins. Les fouilles archéologiques ont démontré qu'ils exploitaient toutes les ressources disponibles. Des ossements d'au moins 45 espèces de vertébrés ainsi que les restes de mollusques ont été retrouvés.
Les sites archéologiques saqqaquiens démontrent qu'il existait un large éventail d'habitations allant de la double-maison semi-souterraine avec passage commun jusqu'à la simple tente. Pour la fabrication de l'outillage, ils utilisaient plusieurs sortes de pierres locales, du bois, des os, des andouillers, de l'ivoire et des peaux.
Les pierres de taille étaient sûrement la matière première d'échange entre les Saqqaquiens. Le bois de dérive, les andouillers et l'ivoire ont aussi été objets de commerce entre les diverses régions habitées de ce groupe culturel.
Ils disparurent vers -800 et furent remplacés par le groupe d'Indépendance II.

### La culture Indépendance I

Territoire des Indépendanciens I & II

Tout au nord de la calotte glaciaire du Groenland, sur les rives du fjord Indépendance (Terre de Peary), Eigel Knuth découvrit en 1948 les restes de la population la plus septentrionale du globe qui vivait dans la région la plus isolée et désolée de tout l'Arctique. Ces vestiges de campements, situés sur les paliers de plage les plus hauts, donc les plus anciens, remonteraient selon la datation au radiocarbone entre 2000 et 1700 ans av. J.-C. On a retrouvé plus tard, des sites d'occupations semblables dans d'autres endroits au nord du Groenland ainsi que sur les îles Ellesmere, Devon et Cornwallis dans le Haut-Arctique canadien.
Dans le Nord du Groenland et sur l'île Ellesmere, les membres d'Indépendance I semblent avoir chassé principalement le bœuf musqué. Comme les Esquimaux polaires du XIXe siècle, les gens d'Indépendance I ne chassaient que très peu le caribou. À cause de cette particularité, on pense que leurs vêtements étaient plutôt confectionnés de peaux de bœuf musqué, d'ours polaire, de renard, de lièvre ou d'oiseaux.
Les campements étaient formés de une à quatre tentes familiales, munies d'un foyer ouvert au centre avec des espaces de couchage de chaque côté. Un espace pour quatre à six personnes était disponible dans chacune des tentes. Ces petits villages de tentes regroupaient donc environ 20 à 30 résidents. Les petites quantités de charbon de bois (saule arctique et bois flotté) et d'os carbonisés laissent penser que le feu était un luxe très occasionnel.
Malgré le peu d'informations disponibles sur la vie des petits groupes d'Indépendance I, les chercheurs supposent qu'ils ont sûrement eu une vie très difficile où la famine revenait régulièrement durant les longues nuits polaires et le froid intense de l'Extrême-Nord du Canada et du Groenland.

### La culture Indépendance II
Les terres dénudées du Nord du Groenland et du Haut-Arctique canadien avaient été abandonnées par le groupe d'Indépendance I vers 1700 av. J.-C. Ce n'est que 700 ans plus tard, vers 1000 av. J.-C., qu'une deuxième culture que l'on nommera Indépendance II arriva dans ces régions.
Les conditions de vie de cette culture étaient très proches de celles décrites pour la culture Indépendance I. Ce n'est que dans les pointes de harpon et autres outillages en pierre qu'une différence notable est remarquée. Ces objets de pierre taillée ressemblent plutôt à ceux des Prédorsétiens des îles Cornwallis, Bathurst, Devon et Ellesmere qu'à ceux d'Indépendance I de la Terre de Peary. En résumé, on peut facilement penser qu'il y a eu une double influence (Prédorsétien et Indépendance I) dans la culture des gens d'Indépendance II.
Cette culture disparut vers le début de l’ère chrétienne.

### La culture de Dorset
Vers 800 AEC toujours, une autre culture s'implante au Groenland : la culture de Dorset. Le monde des Dorsétiens s'étendait à l'ouest de l'île Banks jusqu'à Tasiilaq (Ammassalik, Groenland) à l'est et du district de Thulé (Groenland) au nord à Saint-Pierre-et-Miquelon au sud. C'est Diamond Jenness, un ethnologue des Musées nationaux du Canada, qui identifia certains artefacts en provenance de Kinngait (Cape Dorset, Nunavut) comme étant différents des objets thuléens. Il donna donc le nom de Dorset à cette nouvelle culture encore inconnue à cette époque (1924).
L'étude des sites dorsétiens démontre, sans l'ombre d'un doute, que ces derniers étaient beaucoup mieux adaptés à leur environnement que leurs ancêtres Prédorsétiens. Ils passaient le printemps et l'été à chasser les morses qui s'aventurent sur la grève, à harponner le phoque depuis la banquette côtière ou sur l'eau, à l'aide de kayak. Plus tard, ils se rassemblaient en groupes dans les endroits où l'on trouvait en grand nombre l'omble chevalier et le caribou dans leurs migrations annuelles. Ensuite, ils devaient passer l'automne dans des maisons semi-souterraines en attendant que la glace se forme. Certaines familles demeuraient dans ces maisons de terre pour le reste de l'hiver, mais la plupart des Dorsétiens se rassemblaient dans des villages d'igloos sur la banquise où ils chassaient le phoque près des trous de respiration.
La culture de Dorset disparut du Groenland vers 300, pour revenir au VIIIe siècle. Elle s'éteindra définitivement au XVe siècle. Parmi les diverses hypothèses de la disparition des Dorsétiens, il y a la famine causée par le réchauffement climatique du XIe siècle, le meurtre par les nouveaux arrivants que sont les Thuléens ou bien, la possibilité d'une assimilation totale avec ces derniers, puis finalement, l'arrivée des Norrois, avec leurs lots de microbes européens. C'était la fin des « Tuniit », nom donné aux Dorsétiens par les Thuléens qui les ont remplacés.

## Les Vikings au Groenland (Xe-XVIesiècles)

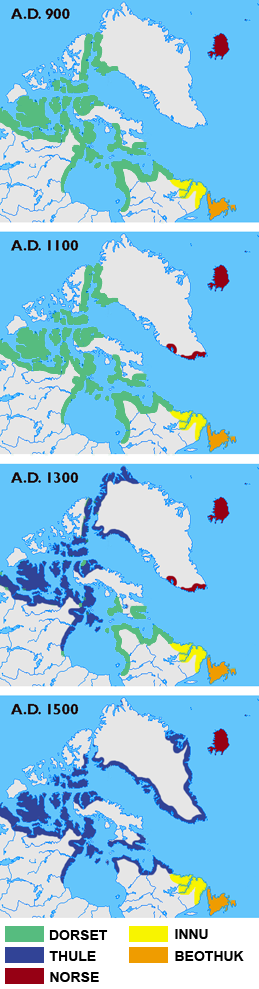
L'occupation du Groenland par différentes cultures de 900 à 1500.

Une population de Vikings, venue d'Islande et de Scandinavie, vécut au Groenland pendant cinq siècles durant le Moyen Âge, avant l'arrivée des Inuits.
Au fil du temps, un dialecte spécial du vieux norrois (la langue des vikings) s'est développé parmi ces vikings : le norrois du Groenland.

### Chronologie générale
- Début du Xe siècle : Gunnbjörn Ulfsson aperçoit les côtes du Groenland.
- 978 : Snæbjörn Galti y débarque.
- 982 : début de l'exploration et de la colonisation par Erik le Rouge.
- 1000 : début de la christianisation.
- 1000-1015 : explorations et tentatives d'établir des colonies sur le continent.
- 1121 : l'évêque Erik Gnupsson part pour le Vinland.
- 1126 : Arnaldur, premier évêque de Garðar.
- 1261 : le Groenland reconnaît la souveraineté norvégienne en échange de l'assurance d'être visité par deux bateaux par an. Le commerce avec le Groenland devient alors un monopole royal.
- 1342 : des habitants émigrent en terre ferme, mais le renseignement ne date que du XVIIe siècle.
- 1347 : un navire groenlandais, poussé du Markland (Labrador) par la tempête, aborde directement en Islande.
- 1349-1350 : la peste noire tue une grande partie de la population et interrompt les relations commerciales.
- 1355 : le roi Magnus Erikson de Norvège envoie une expédition de secours dirigée par Paul Knutson.
- 1362 : un texte mentionne qu'une expédition avait été menée pour chasser les Inuits de l'établissement de l'Ouest, mais qu'« ils ne trouvèrent personne, ni chrétiens ni hérétiques. »
- 1368 : dernier bateau envoyé par le roi de Norvège, qui coule l'année suivante.
- 1378 : mort d'Álfur, dernier évêque résident.
- 1379 : les Inuits tuent 18 Norvégiens et capturent une femme et deux enfants.
- 1380 : la Norvège, et donc le Groenland, passent sous domination danoise.
- 1389 : un bateau de contrebandiers fait naufrage en revenant du Groenland.
- 1407 : bûcher d'un sorcier.
- 1408 : mariage dans l'église de Hvalsey.
- 1410 : retour direct en Norvège d'un contrebandier du Groenland (le commerce avec le Groenland reste un monopole royal, même si aucun bateau ne l'assure) qui ne signale rien d'anormal.
- 1418 : dernier denier de saint Pierre connu parvenu à Rome et pillage par « des païens partis des côtes avoisinantes » signalé dans une lettre pontificale controversée de 1448.
- 1435 : dernier vestige (une robe) daté au radiocarbone.
- 1484 : plus de 40 matelots viennent chaque année à Bergen, vendre « des marchandises de prix » du Groenland.
- 1492 : le pape Alexandre VI nomme le moine bénédictin Matthias évêque, mais on pense qu'il n'y parvint pas.
- vers 1500 : dernières tombes au cimetière d'Herjolfsnæs.
- 1519 : le pape Léon X nomme le 30e et dernier évêque catholique Vincentius Pedersen Kampe, confesseur du roi Christian II de Danemark, mais il n'y parvient pas non plus.
- 1520 ou 1534 : Ögmundur Palsson, évêque de Skalholt en Islande, rejeté par la tempête à Herjolfsnæs, y aperçoit des hommes, des étables, des moutons et des agneaux.
- 1540 : le capitaine islandais Jon, dit le Groenlandais, y trouve des Inuits et le cadavre d'un colon.
- 1541 : le capitaine hambourgeois Gerd Mestemaker ne peut entrer en contact avec personne.
- 1576 : redécouverte du Groenland par Martin Frobisher qui y trouve des Inuits et des ruines.
- 1578 à 1674 : une douzaine d'expéditions danoises trompées par la dénomination d'« ouest » et d'« est » des colonies, ne les retrouvent pas, mais les marchands danois ne cessent d'y commercer.
- 1723 : redécouverte de l'établissement de l'Est par Hans Egede.

### La découverte du Groenland
Selon les sagas islandaises, un certain Gunnbjörn Ulfsson aurait découvert vers 930 les rochers qui portent aujourd'hui son nom, alors que son navire était détourné de sa course lors du voyage de la Norvège à l'Islande. Ces rochers, qu'il nomma Gunnbjarnarsker (rochers de Gunnbjörn), se situent probablement à proximité d'Angmagsalik. Il n'y débarqua pas, mais ramena la nouvelle en Islande. En 978 Snaebjörn Galti débarque sur la côte ouest.
En 982, Erik le Rouge, riche propriétaire terrien banni de Norvège puis d'Islande pour meurtres, part à la recherche de cette terre ; il explore la côte est puis la côte ouest. Selon les sagas, il nomma cette terre Pays vert « car les gens auraient fort envie d'y aller si ce pays portait un beau nom ». En fait, si ce nom peut paraître étonnant pour ce pays, il n’en est pas moins justifié : « À la belle saison, le Groenland peut, sur ses côtes, présenter de vastes étendues d'un vert effectivement peu banal ». Par ailleurs, d'après les historiens et paléoclimatologues, le Groenland était à l'époque bien plus vert et hospitalier qu'aujourd'hui, notamment sur les côtes sud et est (en raison de l'optimum climatique médiéval),.
Bien que les Scandinaves aient manqué de terres arables, leur installation en Groenland n’aurait pas été motivée par son potentiel agricole, plus médiocre que sa voisine islandaise mais bien par ses richesses en ivoire de morse. « Selon des comptes rendus écrits de 1327, une seule cargaison de 520 défenses vendues en Norvège valait autant que 780 vaches ou 66 tonnes de poissons. », et ceci sans compter l’utilisation de leur fourrure et de leur graisse. Cette théorie développée par la chercheuse danoise Karin Frei du musée national du Danemark insiste également sur le fait que le marché européen de l'ivoire souffrait d’une pénurie d’approvisionnement dû à la conquête musulmane de l’Afrique du Nord, entraînant du même coup une ruée vers l’ivoire groenlandais.
Il revint en Islande trois ans plus tard pour convaincre d'autres colons de l'accompagner au Groenland. Une nouvelle expédition partit alors d'Islande en 985 avec 25 navires. Seuls 14 arrivèrent à destination.

### Les établissements scandinaves au Groenland

#### Vie des colons
La colonie fondée par Érik le Rouge a compté jusqu'à environ 5 000 personnes (3 000 seulement selon Régis Boyer), en 250 fermes regroupées autour de quatorze églises principales, réparties pour les trois quarts dans les « établissements de l'Est » (Eystribyggd) situés tout au sud-sud-ouest de l'île (Qaqortoq), et pour un quart dans les « établissements de l'Ouest » (Vestribyggd), situés cinq cents kilomètres plus au nord (Nuuk).
L'ensemble des colonies fondées au Groenland va se calquer presque en tout point sur leur patrie d'origine, l'Islande. Ainsi, jusqu'à sa disparition, cette colonie reste radicalement européenne, adoptant immédiatement toutes les évolutions culturelles, vestimentaires et autres de la métropole. Comme les établissements sont restés déserts du XVIe siècle presque jusqu'à nos jours, leurs vestiges constituent les restes les mieux conservés d'habitats ruraux européens du Moyen Âge.
Comme les vikings de Norvège et des autres colonies atlantiques, les colons sont des paysans qui pratiquent essentiellement l'élevage. Dans les premières années les espèces élevées sont les mêmes qu'en Norvège ou en Islande (vaches, cochons), mais, comme en Islande, des espèces moins prestigieuses (moutons, chèvres), mais plus robustes les remplacent progressivement. En effet, le climat groenlandais impose de nourrir les vaches et les cochons à l'étable la plus grande partie de l'année et donc de cultiver du fourrage, qui pousse mal sous ces latitudes. Seuls les fermiers les plus riches continuent à élever des vaches, surtout pour leur lait. Les fermes les plus importantes, comme celle d'Erik à Brattahlid ou celle de l'évêque à Gardhar, comptent plus de cent vaches. Il n'y a en revanche aucun vestige d'animaux de basse-cour dans les établissements.
Selon Jared Diamond, qui se base sur des relevés archéologiques, les colons pratiquent également la chasse (rennes et phoques, ces derniers pouvant constituer les trois quarts du régime alimentaire dans les fermes les plus pauvres) mais bizarrement pas du tout la pêche, même au cours de la dernière période, où les rations alimentaires deviennent insuffisantes. Cette absence du poisson dans le régime alimentaire des colons, alors que les eaux douces et de mer sont particulièrement poissonneuses et que les Norvégiens de métropole ont un régime composé pour moitié de poisson, est un des principaux mystères archéologiques de la colonie, avant même sa disparition. Cette théorie sur l'alimentation des Vikings du Groenland ne fait toutefois pas l'unanimité. Else Rosedahl affirme ainsi que « les colons exploitaient aussi les riches ressources de poissons, […] et baleines ». Régis Boyer, qui écrivait avant les recherches archéologiques groenlandaises, avait soutenu le même point de vue dans l'un de ses ouvrages, en extrapolant les données islandaises. Des études récentes démontrent que les colons, afin d'assurer leur subsistance face au changement du climat et de leur environnement, sont passés progressivement de ressources agricoles terrestres à des ressources marines (chasse, pêche).
Les colons pratiquent une sorte de transhumance, occupant des refuges situés sur les hautes terres (400 mètres au maximum) au cours de l'été. Ils se dépêchent d'y faire une maigre récolte et y font paître leurs bêtes le temps pour les pâturages de la ferme principale de se remettre du pâturage de printemps.
Les établissements, particulièrement ceux de l'Ouest, se trouvent à l'extrême limite de la zone où l'agriculture est possible et une année un peu plus froide ou un hiver un peu plus long peuvent compromettre l'alimentation du bétail, et, partant, la survie des habitants. En effet il n'est pas envisageable au Moyen Âge d'importer de la nourriture même depuis l'Islande : compte tenu des voyages recensés, le volume moyen des importations doit être seulement de trois kilos par personne et par an.
Les principales exportations du Groenland sont l'ivoire de morse (qui constituait un substitut à l'ivoire d'éléphant avant que les croisades ne permettent de retrouver accès à cette ressource) et la fourrure d'ours blanc, ainsi que, comme en Islande, le vaðmal, un tissu de laine. Les principales importations sont également des produits de prestige, ainsi que le bois (extrêmement rare au Groenland), le fer (dont la fabrication aurait nécessité de trop grandes quantités de bois) et le goudron (obtenu par chauffage de bois résineux).
Les colons ne disposent que de quelques bateaux à rames, de petite taille, utilisés pour la chasse au morse, mais d'aucun bateau de haute mer.
Malgré la pauvreté de la colonie, des constructions de prestige ont été élevées. L'église de Hvalsey est l'un des rares monuments en pierre des colonies norvégiennes de l'Atlantique, la cathédrale de Gardhar était aussi grande que les deux cathédrales d'Islande qui desservaient une population dix fois plus importante, et une grande partie des importations, réduisant d'autant les chargements de bois et de fer, était destinée au mobilier religieux.

#### Les explorations menées à partir du Groenland
Les éléments rapportés ci-après reposent principalement sur des sources écrites du Moyen Âge, que ce soit des sagas islandaises (Saga d'Erik le Rouge et Saga des Groenlandais) ou des sources occidentales (chroniques d'Adam de Brême, notamment). Les preuves archéologiques sont maigres, les seules vestiges attribués aux Vikings ayant été retrouvés à l'Anse aux Meadows, sur l'île de Terre-Neuve au Canada.
Vers 985, selon la Saga des Groenlandais, Bjarni Herjólfsson, se rendant d'Islande au Groenland, est dérouté et aperçoit une terre couverte de forêts au sud-ouest du Groenland.
En 1000, Leif le Chanceux, fils d'Érik, acheta le bateau de Bjarni et se mit en quête de terre neuve. Il découvrit plusieurs parties du continent américain, probablement la terre de Baffin, le Labrador, et Terre-Neuve, où il érigea des « baraquements ». Puis il rentre au Groenland.
Son frère Thorvald passa l'hiver suivant dans les « baraquements de Leif » (Leifsbuðir) puis explora la région. Les Norvégiens rencontrèrent neuf Amérindiens, et ils en tuèrent huit. Les représailles ne se firent pas attendre : Thorvald fut tué dans les combats qui s'ensuivirent et les survivants rentrèrent au Groenland.
En 1005 Thorfinn Karlsefni, gendre d'Eirik, emmena une soixantaine d'hommes pour coloniser la région explorée par Leif. Après deux hivers, les relations avec les Amérindiens devinrent trop mauvaises pour que la colonie puisse être viable et les Norvégiens renoncèrent alors définitivement à l'Amérique. L'exploration du site de l'Anse aux Meadows (qui correspond probablement au Straumfjord où se serait implanté Thorfinn Karlsefni selon la Saga d'Erik le Rouge, les Leifsbuðir étant sans doute situés sur l'actuel site de Bay St Lawrence, au nord du cap Breton en Nouvelle-Écosse) a montré que cet abandon s'était traduit par un déménagement calme et méthodique.
Il est néanmoins probable que des expéditions aient encore été menées vers le Labrador pour en ramener du bois, dont le Groenland manquait complétement. On en trouve une trace dans un texte de 1347.

### Les causes de la disparition des Vikings du Groenland

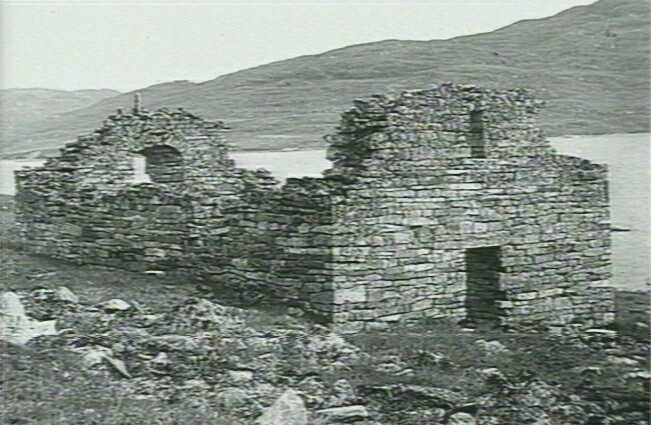
Les dernières sources écrites concernant les Vikings du Groenland proviennent d'un mariage effectué à l'église de Hvalsey en 1408 ; aujourd'hui la ruine viking la mieux conservée.

La civilisation européenne médiévale implantée au Groenland a disparu au XVe siècle d'abord dans l'établissement de l'Ouest, puis, sans que les historiens aient de traces des événements qui ont provoqué cette disparition, dans l'établissement de l'Est. Toutefois l'archéologie fournit de nombreux indices permettant de se faire une idée relativement claire de la situation dans les dernières années de la colonie.
Les chercheurs ont pu constater que le Groenland a progressivement connu une grave pénurie de fer ; ainsi, les archéologues n'ont retrouvé que très peu d'objets en fer (clous, etc.) et aucune arme, alors que l'analyse des cadavres montre qu'il s'agissait d'une société particulièrement violente. Les quelques outils retrouvés étaient usés jusqu'à la dernière limite.
L'étude des dépotoirs de l'établissement de l'Ouest montre que les derniers habitants avaient épuisé leurs réserves de combustible et de nourriture, et qu'ils sont certainement morts de faim et de froid. Avec la disparition de l'établissement de l'Ouest, les colons perdirent l'accès à leurs principales exportations de haute valeur.
À l'heure actuelle toutefois, aucune certitude ne peut être présentée et les réponses à apporter à cette question ne font pas l'unanimité. Il est donc nécessaire de présenter plusieurs points de vue différents dans ce chapitre.
Jared Diamond considère que l'ensemble des cinq facteurs qu'il a recensés comme causes de l'effondrement des sociétés ont joué simultanément dans le cas du Groenland : dégradation anthropique de l'environnement, changement climatique, voisins hostiles, défection de partenaires commerciaux amicaux (chute des cours de l'ivoire et de la fourrure d'ours), réponses inadaptées aux autres facteurs.
- La palynologie montre que les Norvégiens découvrirent un pays couvert de forêts de saules et de bouleaux qu'ils s'empressèrent de défricher pour créer des pâturages. L'analyse des sédiments montre que l'érosion s'accéléra brutalement dès leur arrivée, au point que même le sable présent sous la terre végétale fut entraîné dans les lacs.
- La colonisation du Groenland avait commencé vers le début de l'« optimum climatique du Moyen Âge », mais le climat commença à se refroidir à partir du XIVe siècle, et en 1420 le petit âge glaciaire était bien installé.
- Face au changement climatique qui a rapidement transformé leur environnement arctique, on a longtemps cru que les Vikings n'avaient pas essayé d'imiter le mode de vie des Inuits. Ceci n'est que partiellement vrai : s'ils n'ont probablement jamais adopté totalement les techniques de chasse marine des Inuits ils ont cependant au fil du temps augmenté la part de ressources marines dans leur alimentation (chasse du phoque, pêche à pied, collecte de coquillages). Cette adaptation éloigna la perspective d'une famine due aux mauvaises récoltes agricoles mais les rendit plus dépendants des ressources marines et donc plus vulnérables à long terme des fluctuations climatiques de l'océan Atlantique[14].
- Contrairement aux Inuits qui se chauffaient et s'éclairaient à l'aide de graisse animale, les Norvégiens continuèrent jusqu'à la fin à n'utiliser que le bois et la tourbe, aggravant ainsi leurs problèmes environnementaux.
- Les morses chassés pour leur ivoire étaient au fil du temps de plus en plus petits et de plus en plus éloignés, signe d'une raréfaction de la ressource, et la meilleure disponibilité de l'ivoire d'éléphant au XIIIe siècle ont rendu le commerce de l'ivoire de morse moins rentable[16].

En plus des problèmes de nourriture et de climat, Régis Boyer avait lui aussi évoqué la négligence de la Norvège et du Danemark. Le Groenland knörr, qui assurait une liaison annuelle entre le Danemark et le Groenland, ne sera pas remplacé après sa destruction en 1367.
La théorie de Jared Diamond ne fait toutefois pas l'unanimité. Kirsten A. Seaver (no) avait auparavant contesté quelques-uns des points les plus communément admis concernant la disparition des colonies norvégiennes au Groenland. Elle estimait ainsi déjà que la colonie était plus saine que ce que l'on pensait généralement dans les années 1980 et que les colons n'étaient pas simplement morts de faim. Ils auraient plutôt été exterminés lors d'attaques européennes ou de populations locales, ou auraient abandonné leurs colonies pour se rendre soit en Islande, soit au Vinland. L'absence d'effets personnels sur ces sites suggérerait ainsi que les Vikings sont simplement partis. Leur occupation a toutefois duré plus de cinq siècles, c'est-à-dire autant que l'occupation européenne post-colombienne du reste de l'Amérique.

## Les Inuits (XIIIe-XVIIIesiècles)
Les Inuits, dont la civilisation est centrée sur des techniques particulières de chasse (phoque, morse, baleine, caribou), pénètrent au Groenland par le détroit de Smith entre 1000 et 1250. Ils y développent la culture de Thulé.
À partir de 1300 environ, ils descendent le long des côtes du Groenland en raison du refroidissement du climat (petit âge glaciaire). C'est probablement à cette époque qu'ils apprennent de la culture de Dorset la construction des igloos.
Au cours de leurs migrations, ils découvrent les établissements vikings, celui de l'Ouest d'abord, puis, vers 1400, celui de l'Est, avec lesquels ils entrent certainement en concurrence. Les Inuits ont un avantage évident, leurs techniques de chasse étant plus élaborées. Une colonie de plusieurs centaines d'habitations s'installe alors à Sermermiut (Ilulissat), sur les principales zones de chasse à l'ours et au morse des Norvégiens.
Le petit âge glaciaire a néanmoins une influence néfaste sur l'économie inuit également, et de nombreuses familles meurent de faim et de froid. Ils ont toutefois survécu à cette période difficile, contrairement aux descendants des Vikings.
En 1540, un bateau visite l'établissement de l'Est et rencontre uniquement des fermes désertes et, dans l'une d'elles, un cadavre non enseveli. Lorsqu'en 1578 l'explorateur anglais John Davis atteint le Groenland, il ne trouve que des Inuits. En 1721, les Danois et les Norvégiens redécouvrent l'île, les Inuits sont les seuls habitants du Groenland depuis plusieurs siècles déjà.
En 1723, Hans Egede recueille des traditions orales selon lesquelles les Inuits auraient eu avec les Norvégiens des relations alternant entre hostilité et amitié.

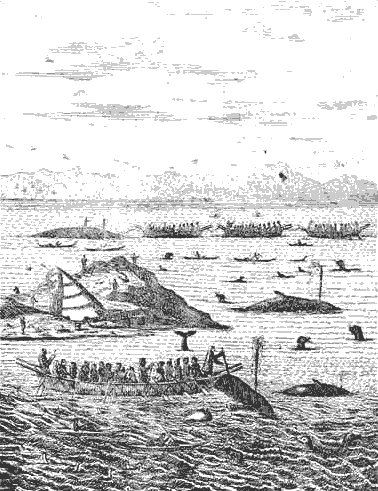
Les Inuits étaient d'habiles pêcheurs de baleines, d'après Hans Egede (vers 1750)
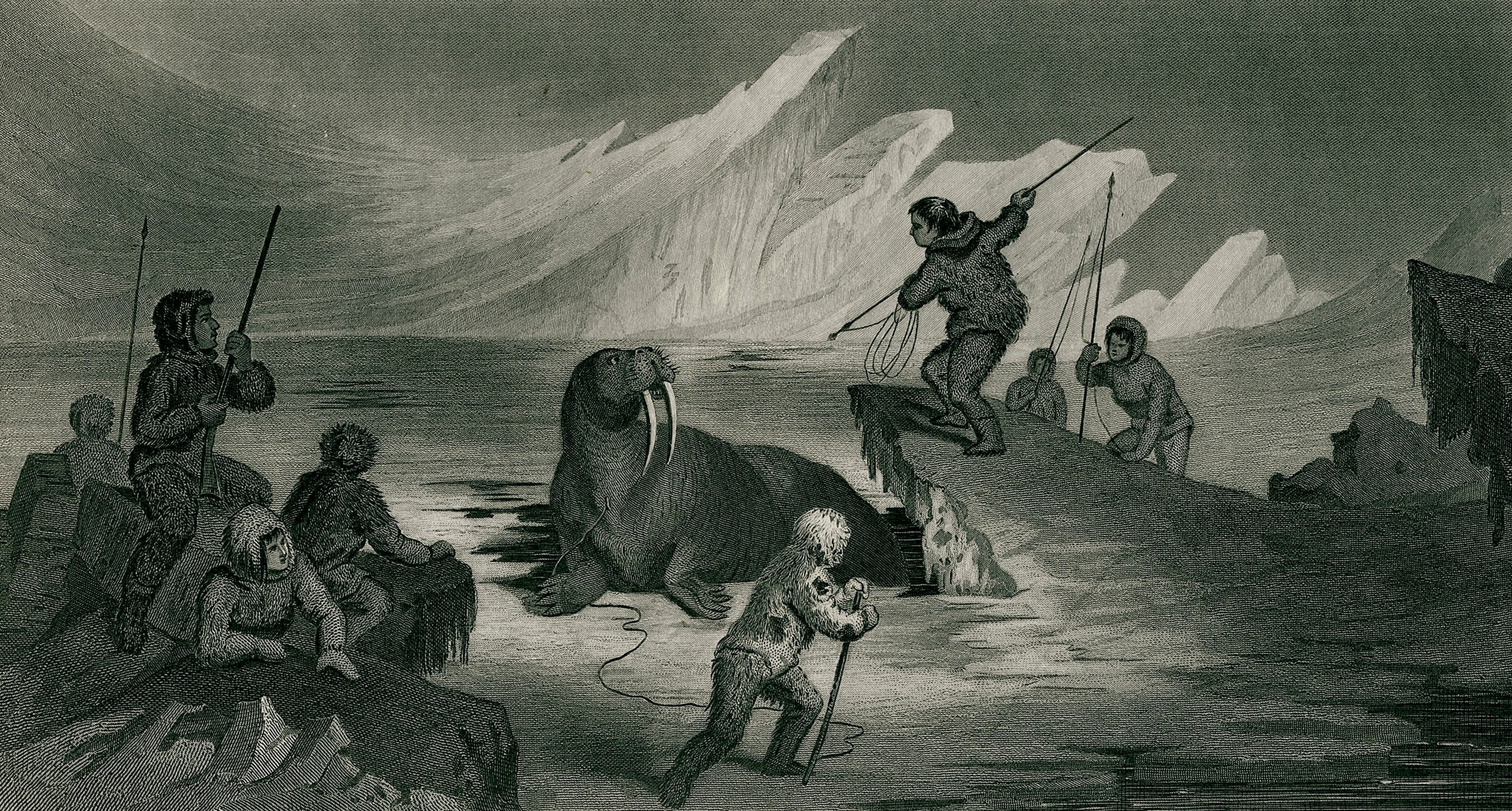
Chasse au morse (1856)
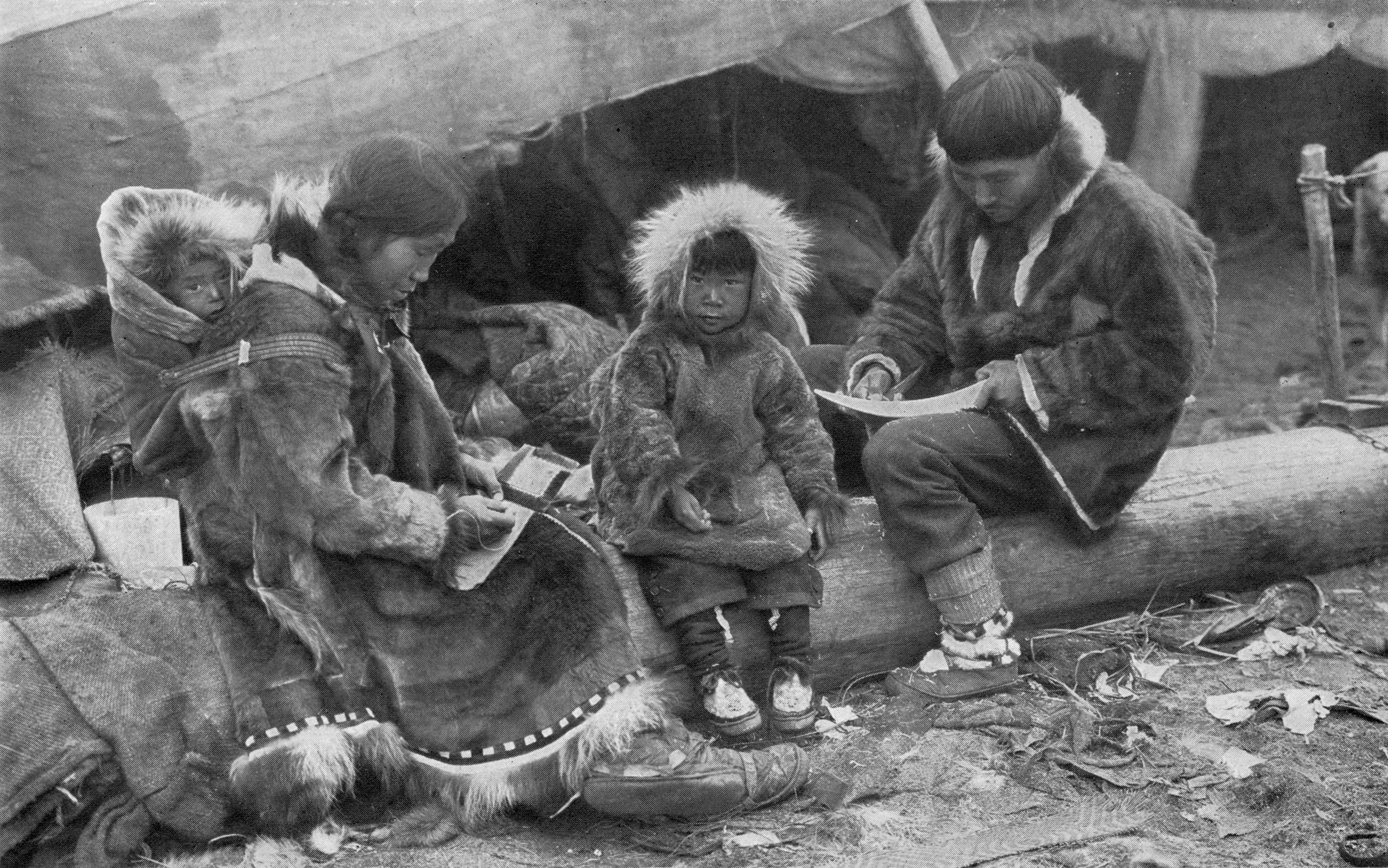
Famille inuit (1917)
Chasse au renne (2007)

## La domination danoise (1721 à aujourd'hui)

### La seconde colonisation scandinave (1721-1940)

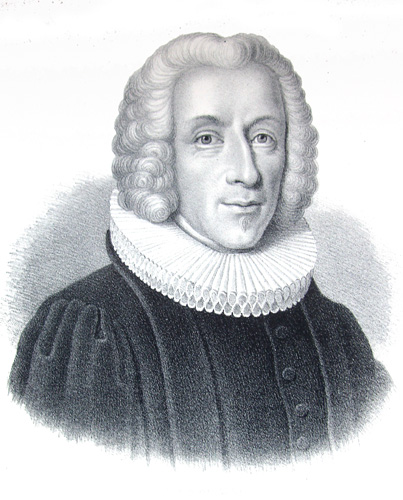
Hans Egede

En 1536, les royaumes de Danemark et de Norvège fusionnent en une seule entité. On commence à considérer le Groenland comme une dépendance danoise, et non plus norvégienne. Alors même que tout contact avec le Groenland est rompu, les rois du Danemark continuent inlassablement à proclamer leur souveraineté sur l'île. Au cours des années 1660, l'ours polaire est même ajouté aux armoiries du royaume du Danemark.
Durant le XVIIe siècle, la pêche à la baleine amène des bateaux anglais, hollandais et allemands au Groenland, où des pêcheurs débarquent parfois sans jamais s'y établir vraiment.
En 1721, une expédition clérico-commerciale menée par le missionnaire norvégien Hans Egede est envoyée au Groenland, ignorant le sort des Européens précédents et, si c'est le cas, s'ils sont toujours catholiques 200 ans après la Réforme ou, encore pire aux yeux d'Egede, s'ils sont redevenus païens. En plus de ces éléments religieux, le Groenland est également intéressant du point de vue de l'économie piscicole (pêcheries, industrie baleinière). Enfin, cette expédition peut être vue comme l'une des manifestations des tentatives de colonisation danoises de l'Amérique.
En tous les cas, le Groenland s'ouvre progressivement aux compagnies de commerce danoises et se ferme pour celles des autres pays. La nouvelle colonie est centrée autour de Nuuk (Godthåb), qui signifie littéralement « Bon espoir », sur la côte sud-ouest de l'île.
Si Hans Egede est alors respecté et honoré tant au Groenland qu'à l'étranger, il est aujourd'hui critiqué pour son manque de respect des valeurs inuits et son utilisation de la contrainte. Une partie des Inuits qui vivent alors près des centres de commerce sont convertis au christianisme. Depuis la colonisation par les Danois en 1721, les Inuits se sont progressivement sédentarisés et ont adopté un mode de vie occidental. Cependant en hiver, isolés des ravitaillements venant de l'Europe, ils tendent à retrouver un peu leurs traditions de chasseur et pêcheur.
En 1733, un petit groupe de Frères moraves arrive en mission, se heurtant au lutheranisme du pasteur Egede.
En 1734, le commerçant et propriétaire terrien Jacob Severin (no) obtient un monopole sur le commerce et les infrastructures du Groenland. Après 1750, il s'avère cependant incapable de gérer la concurrence dans le domaine de la pêche à la baleine et connaît des échecs répétés.
En 1776, la Kongelige Grønlandske Handel (KGH) reçoit le monopole commercial pour le Groenland et reprend également l'administration de l'île et le contrôle des activités missionnaires. Aujourd'hui, celle-ci existe toujours sous le nom KNI et gère diverses activités au Groenland, comme l'enseigne de supermarchés Pilersuisoq ou encore les stations-services Polaroil. Aux XVIIIe et XIXe siècles, l'essor de l'économie piscicole au Groenland permet le développement de Flensbourg, qui est actuellement une ville allemande, mais qui est alors le deuxième port danois. Cette ville profite particulièrement du commerce de l'huile de baleine.
Après les guerres napoléoniennes, en 1815, lorsque la Norvège est séparée du Danemark et rattachée à la Suède, les colonies, dont le Groenland, restent danoises. Au cours du XIXe siècle, l'intérêt que les explorateurs des pôles et les scientifiques comme William Scoresby ou Knud Rasmussen portaient au Groenland s'accroît considérablement. Dans le même temps, la colonisation du Groenland prend de l'ampleur, les Danois se limitant de moins en moins aux seules activités commerciales. Les activités des missionnaires sont largement couronnées de succès. En 1861, un premier journal en langue groenlandaise est créé. La loi danoise ne s'applique en revanche toujours qu'aux seuls colons.
Au cours du XIXe siècle, de nouvelles familles Inuits immigrent du Canada pour s'établir dans la partie nord du Groenland, presque inhabitée jusque-là. Le dernier groupe d'immigrés arrive en 1864. Durant la même période, la côte orientale de l'île se dépeuple progressivement en raison des difficultés économiques croissantes.
Les premières élections démocratiques se tiennent au Groenland en 1862 et 1863 pour des assemblées de district, sans toutefois une assemblée représentant l'ensemble du territoire. En 1911, deux assemblées sont créées, l'une pour le Nord et l'autre pour le Sud. En 1951 seulement, ces deux assemblées sont réunies et le Groenland est ainsi doté d'un parlement. Jusque-là, toutes les décisions concernant le Groenland étaient prises à Copenhague, sans que les Groenlandais ne soient représentés dans les institutions danoises.
Après avoir obtenu son indépendance complète en 1905, la Norvège refuse d'accepter la souveraineté danoise sur le Groenland, qui est une ancienne possession norvégienne. Elle met notamment en avant le fait que le traité de Kiel ne se rapporte, selon elle, qu'à l'utilisation économique des colonies de l'Ouest du Groenland. Elle accepte toutefois que le Groenland reste danois, mais la polémique éclate à nouveau lorsque le Danemark décide de fermer le Groenland aux non-Danois. À la suite de cela, en 1931, des pêcheurs norvégiens, notamment le pêcheur de baleines Hallvard Devold (no), occupent la côte orientale inhabitée du Groenland, sur leur propre initiative. Le gouvernement norvégien, mis devant le fait accompli, soutient après coup cette occupation. En 1933, la Cour permanente de justice internationale est appelée à trancher et se prononce en faveur du Danemark. La Norvège accepte ce jugement.
Par ailleurs, une activité d'élevage a été réintroduite en 1924, pour réduire le chômage, avec les mêmes conséquences environnementales qu'à l'époque de la colonie norvégienne. Elle ne subsiste que grâce à des subventions gouvernementales.

### Le Groenland, enjeu stratégique d'importance (1940-1979)

#### La Seconde Guerre mondiale
Durant la Seconde Guerre mondiale, le Danemark est occupé par l'Allemagne le 9 avril 1940. Les fonctionnaires danois du Groenland reprennent alors eux-mêmes l'administration du territoire et l'ambassadeur danois aux États-Unis, Henrik Kauffmann, annonce le 10 avril qu'il ne recevra désormais plus aucun ordre du Danemark.
Après que des bateaux de guerre allemands ont surgi au large des côtes du Groenland, Henrik Kauffmann signe un traité avec les États-Unis le 9 avril 1941. Ce traité accorde le droit aux États-Unis d'établir des bases militaires au Groenland. Ce territoire sert avant tout de base pour les avions d'observation américains à la recherche de sous-marins allemands dans l'Atlantique, mais est également utilisé comme station de ravitaillement pour quelques missions maritimes. Les Allemands essayent également à plusieurs reprises d'utiliser l'île pour y établir des stations météo, mais ces tentatives échouent.
Après les difficultés du gouvernement danois à gouverner effectivement l'île durant la guerre et le succès de quelques produits d'exportation, les Groenlandais en viennent à demander un statut leur donnant plus d'autonomie. Ces requêtes sont appuyées par les États-Unis et le Canada.

#### La guerre froide

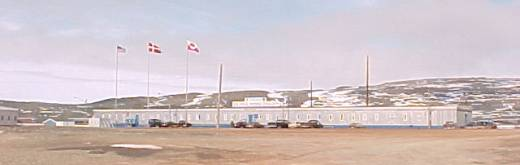
La base aérienne américaine de Thulé (1943, devenue en 1951 base spatiale de Pituffik) au Groenland.

La guerre froide permet au Groenland d'acquérir une importance stratégique, puisqu'il contrôle une partie du passage entre les ports soviétiques de l'Arctique et l'océan Atlantique. Il est également devenu une base d'observation de l'utilisation éventuelle de missiles balistiques intercontinentaux, qui seraient passés au-dessus de l'Arctique.
En 1951, le traité signé par Henrik Kauffmann avec les États-Unis pendant la guerre est remplacé par un autre traité, permettant ainsi à la base aérienne de Thulé (à Qaanaaq) de devenir permanente. Ce même traité plaça le Groenland dans une zone militaire de l'OTAN dont la défense devait être assurée conjointement par le Danemark et les États-Unis.
En 1953, les Inuits de Thulé furent forcés par le Danemark de quitter leurs domiciles pour permettre l'extension de la base américaine. Depuis lors, cette base est devenue une source de frictions entre le gouvernement danois et les Groenlandais. Ces frictions s'accrurent considérablement le 21 janvier 1968, lorsqu'un B-52 américain transportant quatre bombes à hydrogène s'écrasa près de la base, répandant de grandes quantités de plutonium sur la glace (accident de Thulé). Bien que la majeure partie du plutonium ait pu être récupérée, les Inuits parlent toujours des déformations dont souffrent encore certains animaux.

#### La décolonisation
En 1950, le monopole danois sur le commerce est aboli et le Groenland est ouvert au libre commerce. Le Kongelige Grønlandske Handel perd également ses compétences administratives. Le chef de l'administration sera désormais un Danois nommé par Copenhague et un parlement sera élu démocratiquement.
L'entrée en vigueur de la nouvelle constitution danoise, le 5 juin 1953, changea le statut du Groenland. Il n'était plus une colonie, mais devint une province danoise (amt), composée de dix-huit communes. Depuis cette date, le Groenland envoie également deux députés démocratiquement élus au Parlement danois, le Folketing. Le 30 août 1955, enfin, un Ministère du Groenland est créé au Danemark. Il subsistera jusqu'en 1987.
L'ouverture du Groenland au libre commerce ne resta toutefois pas sans effet sur la culture Inuit. Beaucoup d'entre eux parlèrent en effet de colonisation culturelle, contre laquelle ils avaient été protégés jusque-là par l'isolement de l'île.
Durant les premières décennies qui suivirent la seconde guerre mondiale, la culture Inuit fut en effet catapultée brutalement dans l'ère industrielle. Si ce bouleversement créa incontestablement de meilleures conditions de vie et de meilleures possibilités de formation, il conduisit aussi les Inuits dans une profonde crise identitaire. L'alcoolisme et la criminalité devinrent alors des problèmes importants.

### L'autonomie (depuis 1979)

Le drapeau du Groenland adopté en 1985.

Après l'adhésion du Danemark, et donc du Groenland, à la Communauté économique européenne en 1973 (en dépit du fait que les Groenlandais avaient massivement rejeté l'adhésion par 70,3 % des votants), de nombreux habitants pensèrent que le statut de comté d'outre-mer obtenu en 1953 n'était pas suffisant et les partis politiques locaux commencèrent alors à demander l'autonomie territoriale. En 1975, une commission paritaire dano-groenlandaise fut créée et, trois ans plus tard, le parlement danois accorda cette autonomie. Elle entra en vigueur l'année suivante, après que les Groenlandais eurent approuvé ce statut par référendum, le 17 janvier 1979.
Le 23 février 1982, 53 % des Groenlandais se prononçaient pour le retrait de la Communauté économique européenne, décision qui fut effective en 1985 et qui reste un cas unique à ce jour. L'économie piscicole fut un enjeu déterminant dans ce vote. Le fait d'être membre de l'Union européenne permettait en effet aux pêcheurs européens de venir dans les eaux groenlandaises, ce qui défavorisait les pêcheurs locaux.
La Groenland autonome se présente lui-même comme une nation inuit. Les noms de lieux en danois ont été remplacés par les noms inuits. Ainsi, Godthåb, sa capitale et centre de la civilisation danoise sur l'île, est devenue Nuuk. En 1985, le Groenland adopta son propre drapeau, utilisant les couleurs du drapeau danois.
Même les relations internationales, qui étaient autrefois du ressort du Danemark, sont laissées aujourd'hui partiellement au gouvernement local. Après avoir quitté la Communauté économique européenne à la suite du référendum de 1982, le Groenland a ainsi signé un traité spécial avec cette institution et, surtout, plusieurs traités spécifiques avec l'Islande, les îles Féroé et les populations inuits du Canada et de Russie. Il a également été l'un des membres fondateurs du Conseil de l'Arctique en 1996.
La renégociation du traité de 1951 avec les États-Unis est à l'ordre du jour et la Commission sur l'auto-détermination qui a siégé entre 1999 et 2003 a suggéré que la base aérienne de Thulé devienne un centre international de surveillance et de suivi satellitaire, placé sous l'autorité des Nations unies. Les États-Unis souhaiteraient, eux, pouvoir installer au Groenland une station de leur bouclier anti-missile.
Si les technologies modernes ont rendu le Groenland plus accessible, un véritable aéroport international fait toujours défaut à la capitale, Nuuk (desservie toutefois depuis Reykjavik).
Le 21 juin 2009, le Groenland célèbre une nouvelle progression dans son autonomie qui lui redonne la main sur ses ressources naturelles (pétrole, gaz, or, diamant, uranium). Le peuple Inuit accède au droit à son autodétermination. La langue groenlandaise devient la langue officielle du pays. L'État groenlandais rachète les 50% détenus par l'État danois dans Nunaoil.
En juin 2025, la visite d'Emmanuel Macron au Groenland est une première pour un président français.

## Propositions de rachat par les États-Unis (1867, 1946, 2019)
Le Groenland, qui géologiquement fait partie de l'Amérique du Nord, présente un intérêt stratégique pour les Américains en Arctique et en Atlantique Nord. Dès 1823, selon la doctrine Monroe, l'île fait partie de la sphère de sécurité américaine.
En 1867, sous la présidence d'Andrew Johnson et année de l'achat par les États-Unis de l'Alaska, le département d'État américain (équivalent du ministère des Affaires étrangères) fit une offre pour l'achat du Groenland et de l'Islande, offre refusée par le royaume danois. Après la fin de la Seconde Guerre mondiale, où l'île avait joué un rôle stratégique important et avec l'installation de bases américaines, il existait aux États-Unis, un courant d'opinion favorable au rachat du Groenland et qui s'exprimait ouvertement. En 1945, la revue Collier's écrivit que « le Groenland était à l'Atlantique nord ce que l'Alaska était au Pacifique » et le magazine Time dans son édition du 27 janvier 1947 suggérait l'achat de l'île en indiquant que c'était « le plus vaste porte-avions du monde ». En 1946, le président américain Harry S. Truman offre 100 millions de dollars pour l'achat du seul Groenland, offre de nouveau refusée par le Danemark mais qui poussa celui-ci à accélérer les réformes statutaires de l'île.
Dans le contexte de revendication territoriales, d'une remilitarisation de la Russie en Arctique et de l'influence grandissante de la Chine, concernant notamment la route maritime du Nord du fait du réchauffement climatique, le 16 août 2019, le Wall Street Journal indiqua que, quelques semaines avant une visite officielle au Danemark, le président Donald Trump s'était renseigné plusieurs fois auprès de ses conseillers sur la possibilité de racheter le Groenland et le président américain confirma quelques jours plus tard à la presse l'intérêt pour racheter ce territoire.

## Galerie incomplète de premier/ères ministres

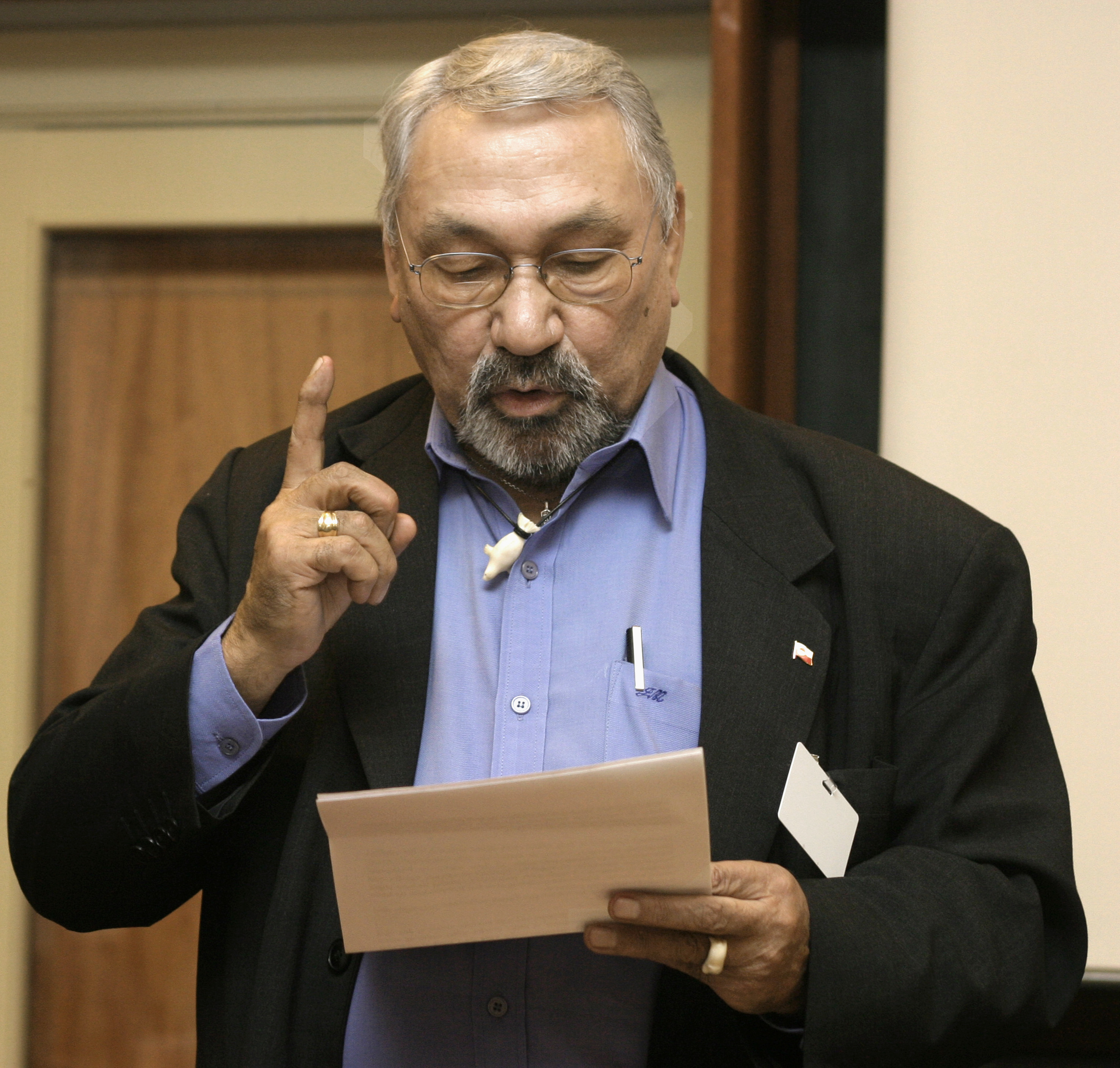
Jonathan Motzfeldt 1979-1991, 1997-2002
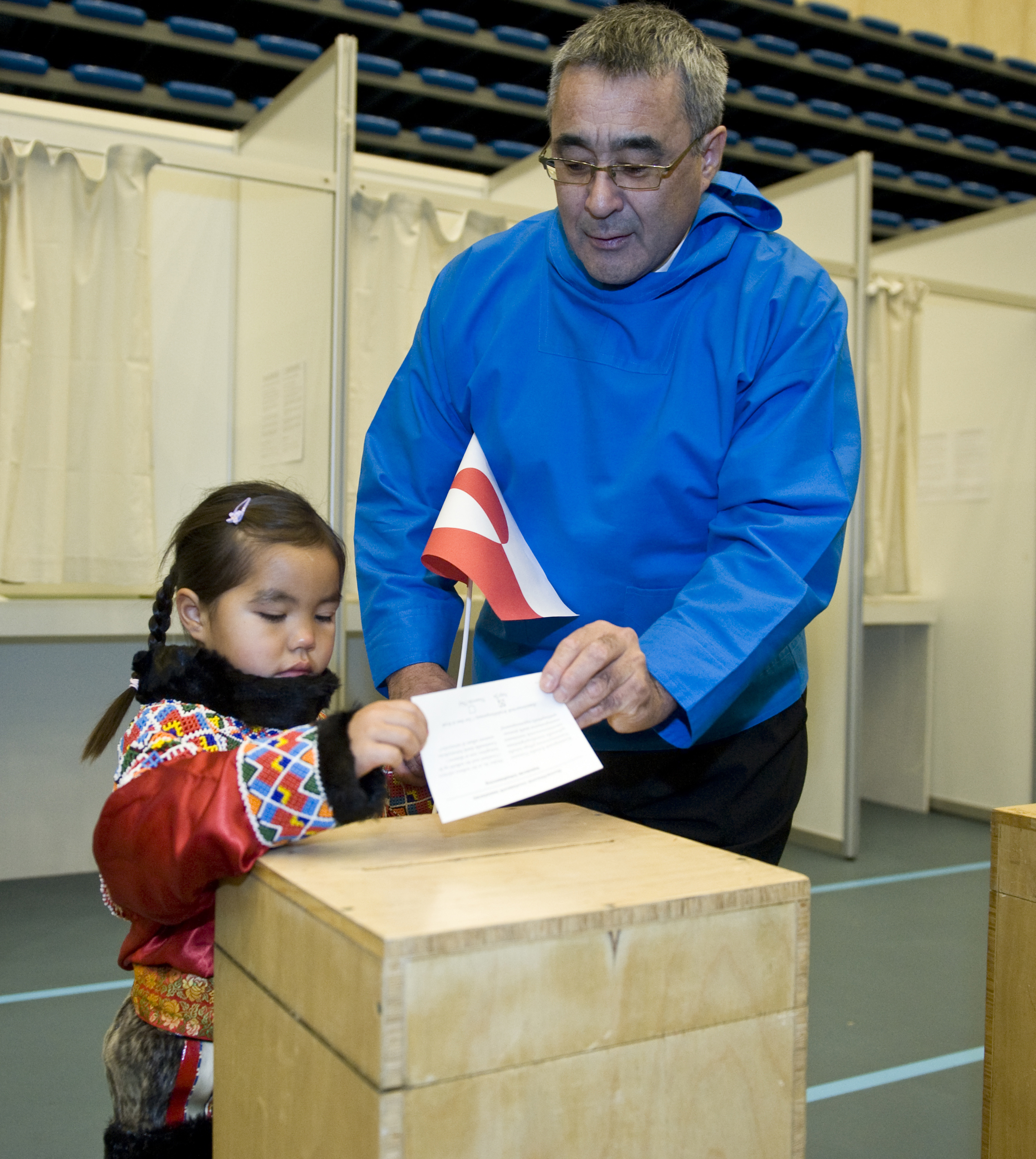
Hans Enoksen 2002-2009
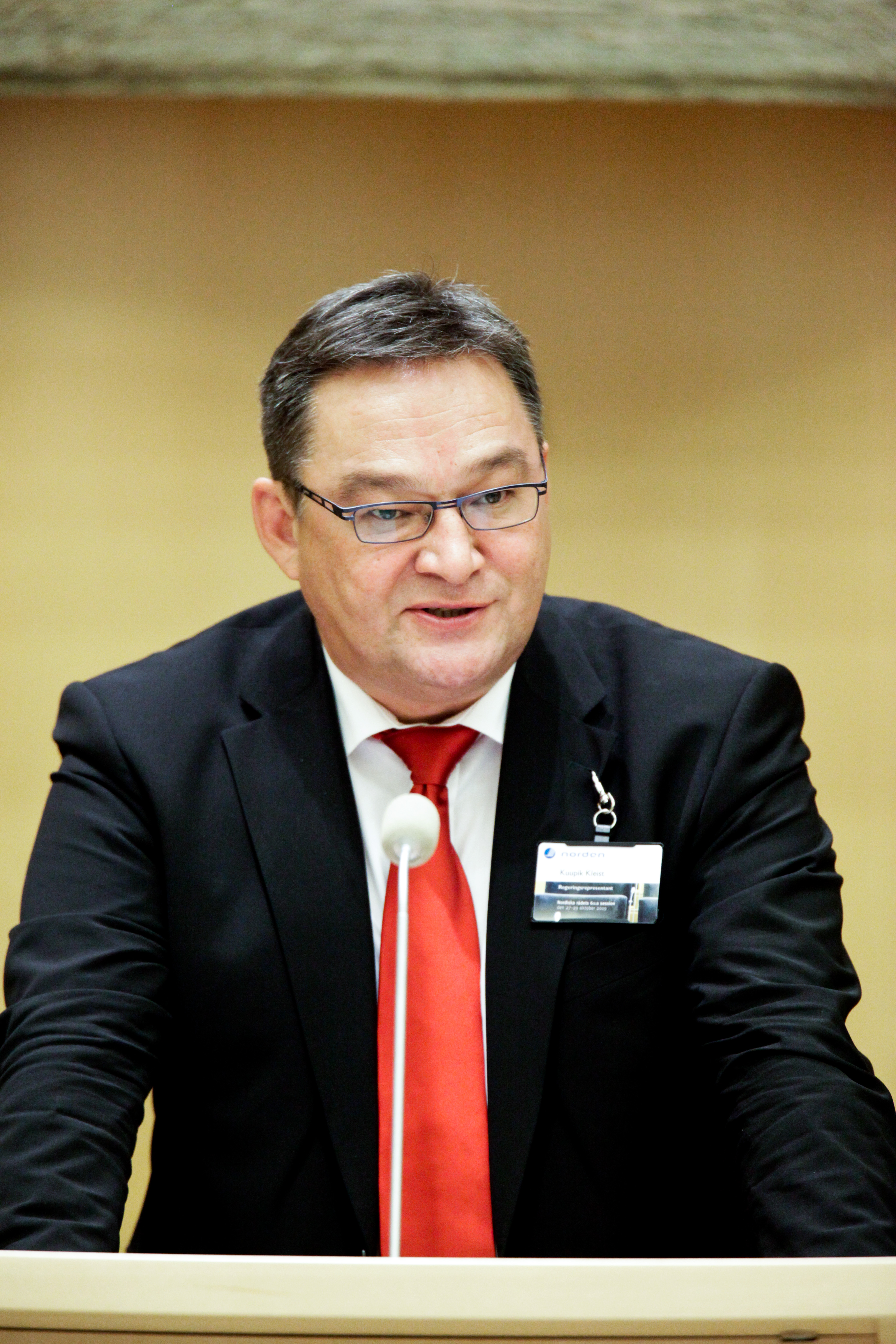
Kuupik Kleist 2009-2013
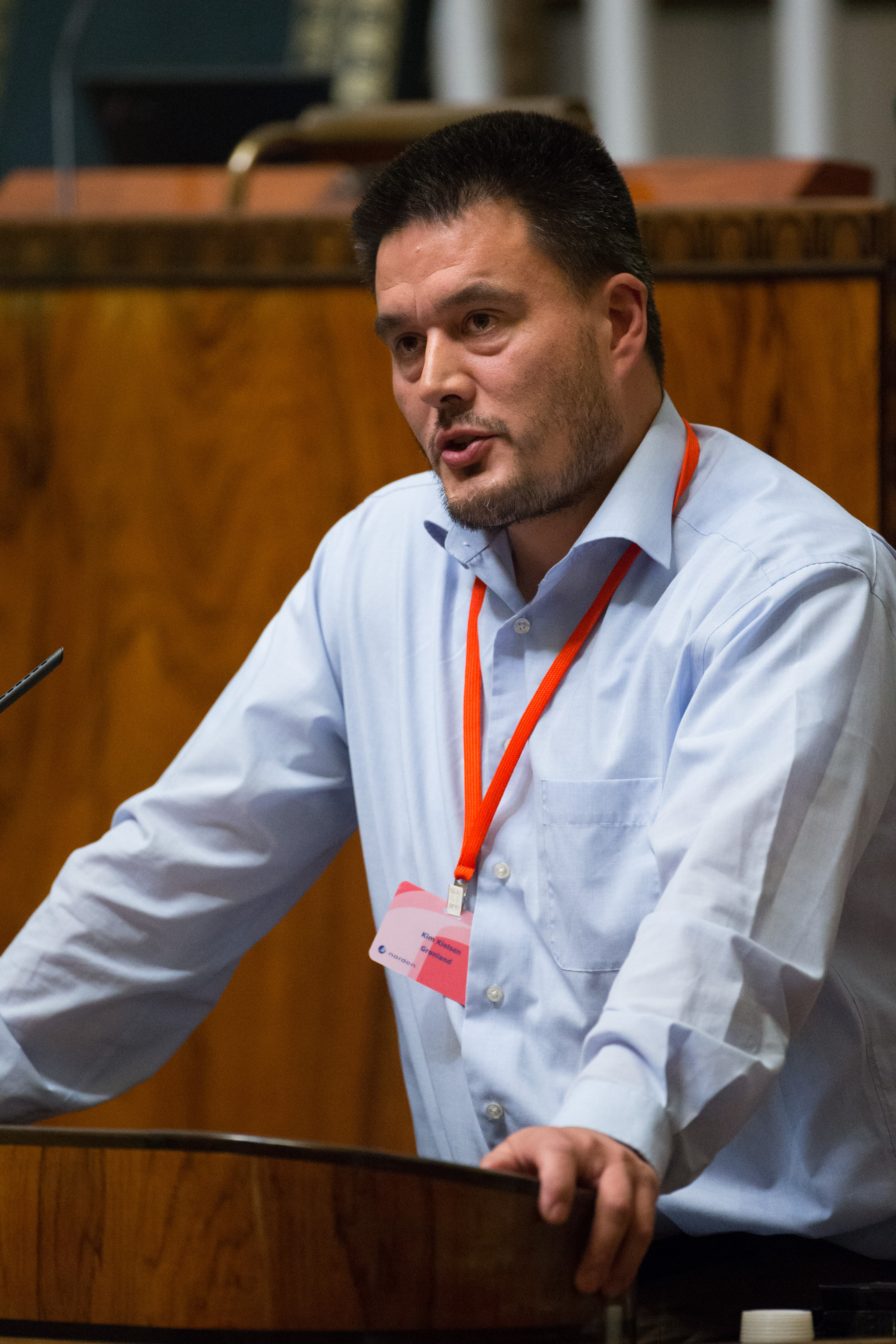
Kim Kielsen 2014-2021
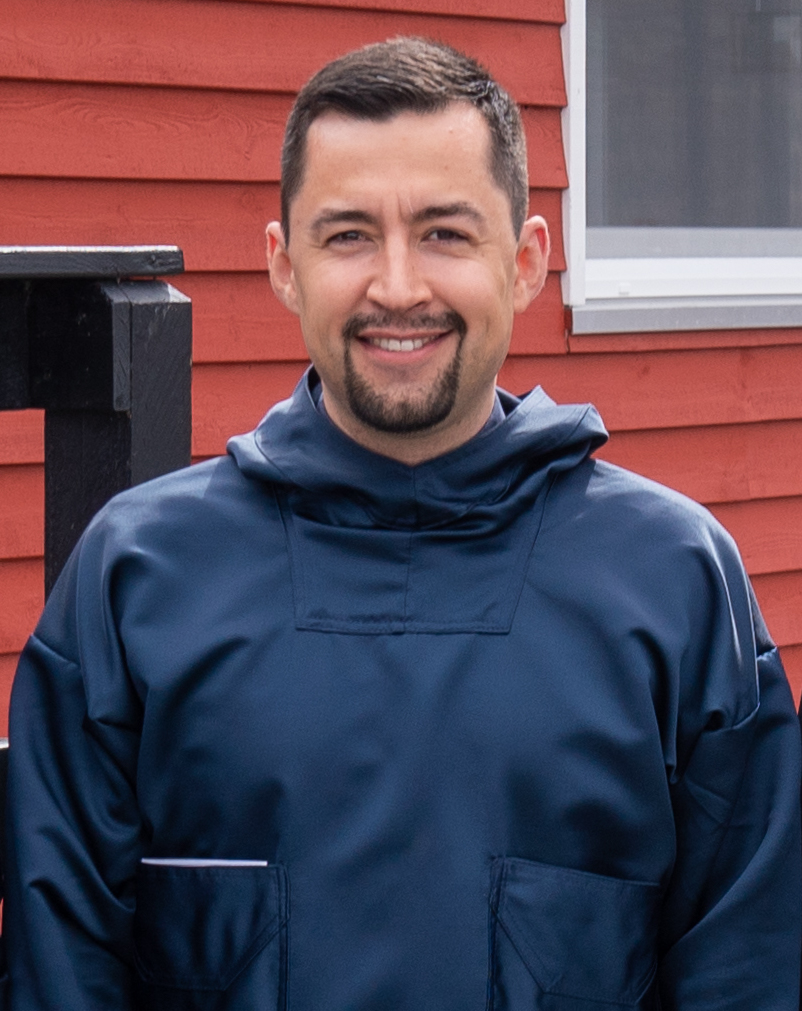
Múte Bourup Egede 2021-présent

#### Avant 1000
- Premier peuplement de l'Amérique, histoire du Canada
- Peuples circumpolaires (en)
- Culture de l'Indépendance I (de -2500 à -1600)
- Culture de l'Indépendance II (en) (de -700 à -80)
- Culture de Saqqaq (de -2500 à -800)
- Paléoesquimaux, culture de Dorset (de -800/-500 à 1500, via Arctique canadien)
- Néoesquimaux, culture de Thulé (1000-1600, via Alaska et Nunavut)
- Inuits, langues inuites : Inughuit (Inuits du Groenland)
  - navigation inuite (en), traditions inuites (technologises, institutions) (en)

#### Présence viking (983-1450c)
- Histoire du Danemark, histoire de la Norvège
- Âge des Vikings (793-1066)
  - Colonies nordiques (dano-norvégiennes) au Groenland (en) (985c-1450c)
    - Établissement de l'Ouest (95 fermes), Établissement de l'Est (près de 500 fermes) (Herjolfsnæs, Brattahlid), Ivittuut (établissement du milieu)

  - Disque d'Uunartoq (en), bâton de Narsaq (en)
  - Vikings, Erik le Rouge (950c-1010c)
  - Vinland, Leif Erikson -970c-1020c)
  - Christianisation des peuples scandinaves
- Peste noire (1349-1350)
- L'église de Hvalsey est encore en usage en 1408 : une colonie a pu survivre jusque vers 1450.

#### 1500
- Histoire atlantique, colonisation européenne des Amériques
- Recherche du passage du Nord-Ouest, dont
  - Martin Frobisher (1535-1594), navigateur britannique, à la recherche du passage du Nord-Ouest, découvre l'Île de Baffin (Nunavut, Canada), Baie de Frobisher
  - John Davis (1550c-1605), navigateur britannique, explorateur, redécouvre le Groenland en 1585
  - Henry Hudson (1565-1611), de passage en 1607
- Exploration de l'Arctique (983-1861)
- Liste d'expéditions cartographiques au Groenland (en) (1472-1959)
- Expéditions de Christian IV au Groenland (en) (1605-1607)

#### 1700
- Recolonisation danoise (1721-1940)
- Hans Egede (1686-1758), l'Apôtre du Groenland
- Henry Ellis, de passage en 1746
- Octavius, navire commercial qui aurait dérivé vers le Groenland en 1762, découvert gelé en 1775
- Otto Fabricius (1744-1822), missionnaire, explorateur, botaniste, Fauna Groenlandica (1780)
- General Trade Company (en) (1747-1774), devenue Royal Greenland (1774-, Compagnie royale du commerce groenlandais, connue comme KNI
- Découverte de cryolite vers 1780

#### 1800
- Recolonisation danoise du Groenland (1814)
- Frères moraves
- Église morave Friedensfeld de Christiansted (1854)
- Carl Rasmussen (1841-1893), peintre danois
- Knud Rasmussen (1879-1933), explorateur, père de l'esquimaulogie
- Roald Amundsen (1872-1928), explorateur polaire norvégien, passage du Nord-Ouest,

#### 1900
- Expédition Danmark (1906-1908)
- Revendications territoriales de la Terre d'Erik le Rouge (1931-1933)
- Groenland durant la Seconde Guerre mondiale
- Base spatiale de Pituffik (1943, Thulé)
- Colonie du Groenland (1950-1953)
- Expérience des Petits Danois (1951)
- Accident de Thulé (1968, Pittufik) d'un Boeing B-52 Stratofortress
- Conseil circumpolaire inuit (1977)
- Indépendantisme groenlandais
- Relations entre le Groenland et l'Union européenne

#### 2000
- Chasse au renne au Groenland (en)
- Politique au Groenland, liste des dépendances et territoires à souveraineté spéciale
  - Liste des hauts-commissaires du Groenland
  - Liste des Premiers ministres du Groenland
- Groenlandais danois (en), Groenlandais au Danemark (en)
- Littérature relativement historique
  - Jean Malaurie, Les Derniers Rois de Thulé (1955)
  - Kim Leine, romancier norvégien, Les Prophètes du fjord de l'Éternité (2012), L'Homme rouge et l'homme en noir (2018), Efter Åndemaneren (2021)